# Ayllón
Ayllón – gmina w Hiszpanii, w prowincji Segowia, w Kastylii i León, o powierzchni 126,85 km². W 2011 roku gmina liczyła 1398 mieszkańców.